# Liste des seigneurs de Glère-Montjoie
 (avril 2013).
Si vous disposez d'ouvrages ou d'articles de référence ou si vous connaissez des sites web de qualité traitant du thème abordé ici, merci de compléter l'article en donnant les références utiles à sa vérifiabilité et en les liant à la section « Notes et références ».
La seigneurie de Glère existait dès le Xe siècle et possédait un château au sein de la commune du même nom, et dont les seigneurs en porteront le nom, ils seront à l'origine du fief de l'antique maison de Montjoie.

## Histoire
Leur généalogie est incertaine mais ils sont parents avec la famille de Ferrette, en effet au XIIIe siècle sera célébré le mariage d'Agnès, dame de Montreux-en-Ferrette, fille de Frédéric II de Ferrette, avec Ferry/Frédéric V comte de Toul. De cette union nait, entre autres, Ferry, dit "Ferry de Montreux-en-Ferrette". Ce dernier épouse en janvier 1320 Audate de Rye qui donnera naissance à Didier de Montreux, époux de la fille de Guillaume II de Montjoie. Dans le courant de ce même siècle, après la construction du château de Montjoie, les seigneurs de Glère prendront le nom de Glère-Montjoie, ils seront nommés sous ce patronyme dans toutes les chartes jusqu'en 1414. Vers le début du XIVe, sans héritier mâle, le nom et les armes de la maison de Montjoie-le-Château étaient relevés par les barons de Thuillières qui formèrent la seconde branche du nom de Thuillières-de-Montjoie.
Le premier seigneur connu est Jean de Glère qui vivait au milieu du Xe siècle et aurait participé à la conquête de l'Alsace par l'empereur d'Allemagne Henri Ier de Germanie après la déchéance de Charles le Simple. En remerciement de ses services militaires l'empereur lui aurait concédé le fief de Glère. Richard Ier de Saint-Mauris en Montagne, époux d'Adeline de Montjoie et vivant vers 1060, prendra la qualification de "libre" dans divers actes ce qui signifiait que sa terre était de franc-alleu et donc qu'il vivait en totale indépendance. Ses successeurs furent appelés "libres barons, dynastes" ce qui renforçait leur entière souveraineté dans leur terre et donc le droit de battre monnaie.

## Famille de Glère
Hugues de Glère, il en est fait mention le 6 août 1183 dans un acte de Bourcard d'Asuel concernant un droit de patronage de l'église de Glovelier que celui-ci donnait au chapitre de la collégiale de Saint-Ursanne. Il est cité en particulier lorsqu'il donna une partie de son domaine de Gerdwillers au monastère de Grangour en 1187 et lorsqu'il fut témoin d'une donation faite à l'église de Bâle par le comte Ulric de Ferrette.
Mariage et succession : Son épouse est inconnue, il a Richard Ier qui suit.
Richard Ier de Glère, il fait élever la forteresse de Montjoie-le-Château.
Mariage et succession : Son épouse est inconnue, il a Richard II qui suit.
Richard II de Glère, vers 1250, Richard II est qualifié de noble et épouse Marguerite, cette dernière semble apparentée au comte Ulrich II de Ferrette car celui-ci appelle Guillaume Ier "nostre bien amez coisins Willames de Gliers, chevalier sire de Montjoie". Richard est encore cité en 1267 dans un acte de vente de son domaine situé à Mittelmuspach où il mentionne ses enfants.
Mariage et succession : Il épouse Marguerite de la Roche-Saint-Hippolyte de qui il a :
- Berthold Ier,
- Henri,
- Anne, nonne à Seckingen,
- Clémence,
- Adélaïde,
- Guillaume Ier qui suit.

## Famille de Glère-Montjoie
Guillaume Ier de Glère, (1265 - ?), chevalier, seigneur de Glère et de Montjoie en 1291 sous le nom de "Guillaume Ier de Montjoie".
Mariage et succession : Son épouse est inconnue, il a :
- Guillaume II qui suit,
- Jean Ier, il épouse Agnès, fille de Jean III de Saint-Mauris et de Simonette, fille de Jacques de Vennes, de qui il a Berthold II, Ulrich (prieur de Mouthier-Haute-Pierre puis de Chaux-les-Clerval en 1356) et Richard (abbé de Baume-les-Moines en 1367). Berthold II, (? - vers 1425), seigneur de Glère et de Montjoie, sire d'Heymersdorf et de Montrond (Moron), il épouse Kunigunde de Hochberg de qui il a Louis, Berthold II est vassal de l'évêque de Bâle pour les dîmes d'Hirsingen et de Grentzingen[1],
- Ermentrude,
- Béatrice, elle épouse en 1314 Vauthier de Varre/Varé.

Guillaume II de Montjoie, (? - 1354), seigneur de Montjoie et de Montrond/Moron (antique château situé entre Vaufrey et Indevillers). En 1315 il accorde des franchises, avec Jean de la Roche, aux habitants de Montrond.
Mariage et succession : Il épouse en 1340 Catherine, (1303 - 1359), dame de Montjoie, fille de Rodolphe IV de Neuchâtel et d'Éléonore de Savoie, de qui il a :
- Rollin, évêque de Viterbe,
- Louis qui suit,
- N..., (? - 1385), elle épouse Didier de Montreux[4], fils de Ferry de Montreux et Audate de Rye, de qui elle a Jeanne, dame de Montreux en Ferrette et Jean[5], (? - après 1458), qui épouse en premières noces en janvier 1406 Marguerite, fille d'Humbert de Rougemont et d'Alix de Neuchâtel, puis en secondes noces Marie de Graux. Jeanne, elle, épouse Guillaume de Thuillières, (? - 1390), de qui elle a Jean-Louis de Thuillières, (? - 24 décembre 1453), seigneur de Montjoie et d'Hardémont.

Louis de Montjoie, (? - Avignon le 23 juin 1415/25), conseiller et chambellan du roi de France, vice roi des royaumes de Sicile et de Naples.
Durant sa vie Louis fait de la baronnie qui était de franc-alleu un fief oblat à l'empire, c'est-à-dire qu'il l'offre volontairement à son suzerain et n'en recueille que l'usufruit, dans ce type d'accord il était stipulé qu'à l'extinction de la lignée mâle le fief devait retourner au suzerain mais par une grâce spéciale, dans le cas de Montjoie, elle ne sera remise au suzerain qu'après la disparition de la lignée féminine. Ce fief oblat avait été choisi par Louis pour protéger ses intérêts lors de ses fréquents déplacements hors de la baronnie, dans son cas c'est l'empereur lui-même qui devrait défendre le fief. 
Malgré ses titres Louis de Montjoie ne devait pas échapper à la colère de Thiébaud VI de Neuchâtel-Bourgogne. Au milieu de l'année 1373 ce dernier capture et enferme Louis dans sa forteresse de Blamont pour venger l'évêque de Bâle, Jean de Vienne, auquel Louis avait enlevé le château de Soyères et pour les dégâts qu'il avait causés sur les terres de Neuchâtel-Urtière qui avait pris le parti de l'évêque. Sur l'intervention d'Isabelle de Neuchâtel Louis est libéré le 26 juin 1373, en échange d'une caution garantie par deux otages envoyés prendre sa place en prison. Une fois la caution payée, et régulièrement, les sires de Neuchâtel-Bourgogne obligeront le seigneur de Montjoie à faire acte de soumission envers eux en ouvrant les portes de sa ville et en présentant les clés de celle-ci à leur envoyé.
Mais Louis, gardant des griefs contre l'évêque, lui livre combat à Verner en 1374. Il fait prisonnier Petreman Schaller, frère de l'évêque, Aymon de Domprel et Valter de Colombier. Vingt seigneurs, parmi lesquels les comtes de Habsbourg et les Neuchâtel-Bourgogne, se porteront garants pour la libération du frère de l'évêque et huit gentilshommes se présenteront comme otages en lieu et place d'Aymon et de Valter. Louis ne fera la paix avec l'évêque de Bâle qu'en 1383. Dans le traité de paix Louis y est nommé « noble et courageux baron Louis de Glère, maréchal du pape Clément VII à Avignon », c'est le plus ancien titre où le sire de Montjoie est qualifié de baron, ils garderont ce titre jusqu'au XVIIIe siècle, alors que jusque-là les sires de Montjoie se qualifiaient de « noble » ou de « chevalier ».
En 1382 Louis s'oblige à tenir à disposition de Léopold III de Habsbourg la forteresse de Moron qu'il possède par engagement de son cousin Berthod de Glère. En 1404 Louis reçoit l'investiture de cette forteresse pour lui et ses héritiers. Huit ans plus tard, par un acte donné à Ensisheim, Jean Ier de Montjoie et Louis se voient remettre en fiefs les châteaux et les terres de Moron, d'Heymersdorf, le quart des biens d'Hirsingen et de Ruederbach, les mairies de Mittelmuspach, Nidermuspach et Odermuspach (tous trois du canton de Ferrette), les villages de Recouvrance et de Grône (du canton de Belfort) et la ferme de Riespach.
Mariage et succession : Il épouse en septembre 1360 Jacobée/Jacquette, fille de Pierre de Cly, de qui il a : 
- Jean Ier, (? - 1438), héritier de Louis pour le château de Montjoie, seigneur de Montjoie et de Bouverans, conseiller et chambellan de Louis d'Anjou en 1405, il épouse le 19 février 1386 Jeanne, fille d'Henri de Villersexel et de Guillemette de Vergy, de qui il a Jean II, seigneur de Montjoie et de Moron,
- Guillaume, (? - 3 avril 1451), seigneur de Vaufrey, Blandereine, Seigne et Châtel-Montjoie, évêque de Béziers de 1424 à 1451,
- Jeanne.